# Maras (Peru)
Maras egy település Peruban, Cuzco városától 48 km távolságra. A környékén található, a hegyoldalban lépcsőzetesen elrendezett sólepárlókról híres.
A települést 1556-ban alapították a spanyolok, majd Pedro Ortiz de Orue encomiendája lett, aki meghonosította azt a szokást a városban, hogy a házak ajtói fölé felírják a tulajdonos adatait. Több régi ház mellett értékes építészeti emlék még a 16. századi Szent Ferenc-templom, amelyben négy 17. századi barokk retabló található, freskóit pedig Antonio Sinchi Roca készítette.

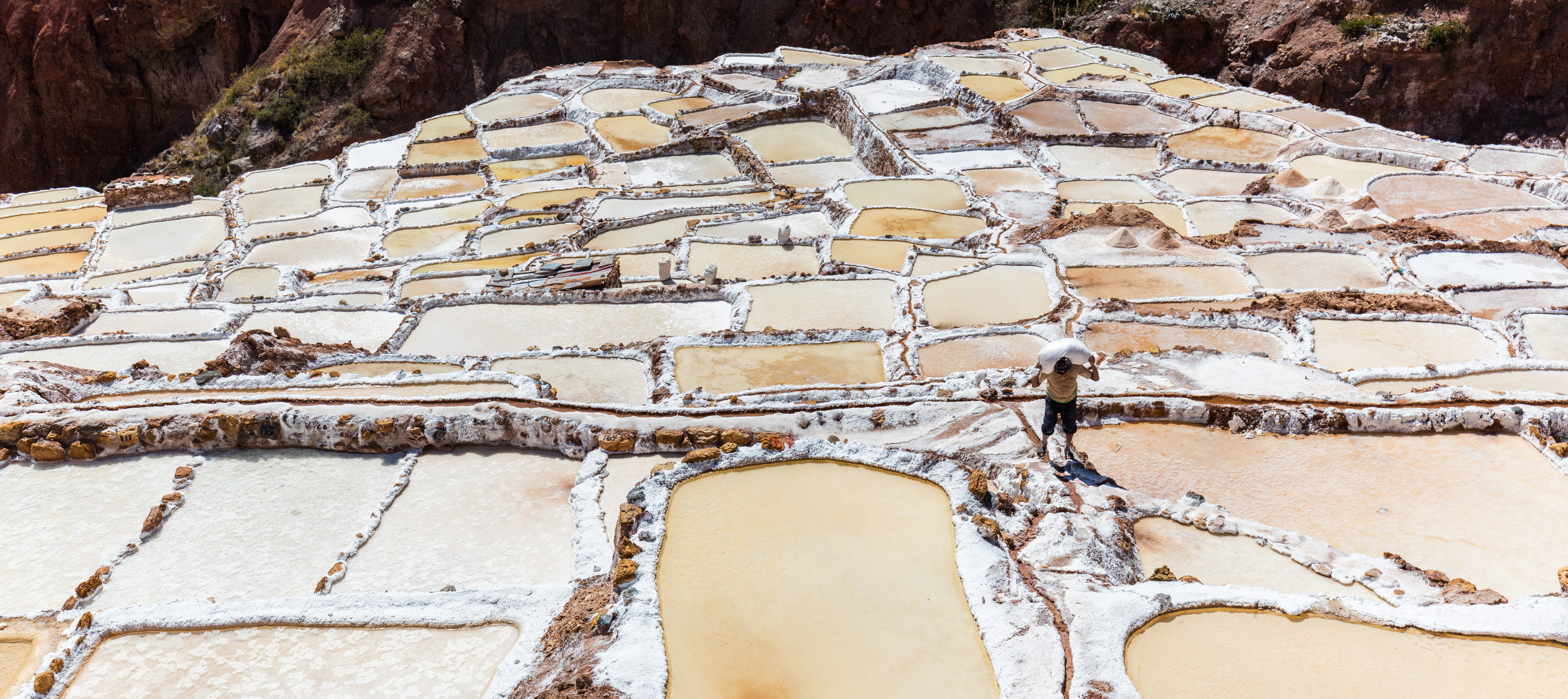
A marasi sólepárlók

Maras közelében, a hegyoldalban találhatók a híres sólepárlók, kecsua nyelvű nevük kachi raqay. Körülbelül ötezer kicsi, nagyjából 5 m²-es, szögletes, sós vízű mesterséges tavacska van itt szorosan egymás mellett, lépcsőzets elrendezésben. A tavacskákba szivárgó sós vízből az erős napsütés hatására elpárolog a víz, és kikristályosodik a só. Egy hónap után a sóréteg vastagsága akár a 10&cm-t is elérheti, ekkor szokták betakarítani. A több ezer éves sólepárló hagyomány számos turistát vonz a térségbe, akiknek emellett még túrázásra és hegyikerékpározásra is lehetőségük van.